# Aromata
Aromata (en griego: Αρώματα, literalmente "especias, aromáticos"), también llamado el Puerto de las Especias, fue un emporio y puerto marítimo en el Cuerno de África, hoy parte de Somalia. Se encontraba cerca de la punta del cabo Guardafui, que a su vez se conocía como "promontorio de las especias" (Aromaton akron, Αρώματον ἄκρον). Destacaba por su producción de resinas y diversas hierbas.
Según el Periplo del mar Eritreo del siglo I, el "puerto de las especias" (Aromaton emporion, Ἀρωμάτων ἐμπόριον) tenía una rada o fondeadero (hormos) en la tierra de los Barbaroi. Era uno de los puertos del "lado opuesto" que formaba una línea a lo largo de la costa norte de Somalia. Estaba "lejos" porque venía después de Adulis y más allá del estrecho de Bab el-Mandeb. Los comerciantes salían de Egipto en julio para llegar a Aromata. Fue el sexto puerto después de Zeila (Aualites), Berbera (Malao), Heis (Moundou), Bandar Kasim (Mosullon) y Bandar Alula (Akannai). Se le identifica con Damo, un sitio protegido al sur pero expuesto al norte. En ocasiones, podría ser peligroso para los barcos. El arqueólogo británico Neville Chittick descubrió cerámica romana cerca de Damo, lo que confirma la identificación. Previamente, George W. B. Huntingford había identificado Aromata con Olok (Olog), que está 3 km al oeste.
Según la Geografía de Ptolomeo del siglo II, un comerciante llamado Diógenes, que regresaba de la India, fue empujado hacia el sur por un viento del norte mientras se acercaba a Aromata. Navegó durante 25 días con la costa de los trogloditas a su derecha (oeste) casi hasta Rhapta en Azania. Citando a Marino de Tiro, Ptolomeo agrega que un comerciante llamado Teófilo zarpó de Rhapta a Aromata en veinte días con un viento sur. Ptolomeo enfatiza que se trataba de salidas individuales y no conoce el número medio de días para navegar entre Aromata y Rhapta. Coloca Aromata en 6° N, mientras que Marinus lo coloca 4.25° N. Cita a cierto Dióscoro para la ubicación del cabo Prason, el punto más meridional al que llegaron los griegos en África, estando "muchos días" más allá de Rhapta. Luego estima la distancia de Aromata al cabo Prason como 20,67° de latitud. Ptolomeo también decía que había escuchado de los comerciantes que la dirección de Arabia Felix a Aromata es suroeste y no hacia el sur. Coloca a Aromata en la costa del golfo de Adén y no en el océano Índico.
Aromata, como todos los demás puertos del golfo de Adén, era independiente y estaba gobernado por su propio jefe. Sus principales exportaciones fueron el incienso y todos los grados de casia (gizeir, asuphe, magla y moto). Es posible que haya servido como un importante puerto de transbordo de mercancías procedentes de la India y el sudeste asiático, siendo este último la principal fuente de casia. También exportaba cereales, arroz, aceite de sésamo y telas de algodón. Según el Periplo, un barco advertido en Aromata de una tormenta que se avecinaba en el océano Índico podría refugiarse en Tabai (Chori Hordio ), tras dos días de navegación y al otro lado del cabo.

El Monumentum Adulitanum es una inscripción monumental del siglo IV del rey Ezana que registra sus diversas victorias en la guerra. Está perdido, pero su texto fue copiado en el siglo VI por Cosmas Indicopleustes en su Topografía cristiana . Describe la conquista más oriental de Ezana como la "tierra de los aromáticos", también traducida como "Tierra del incienso"  o "país del incienso":
Soy el primero y único de los reyes mis predecesores que han sometido a todos estos pueblos por la gracia que me dio mi poderoso dios Ares [ Mahram ], quien también me engendró. Es a través de él que he sometido a mi poder a todos los pueblos vecinos de mi imperio, al este a la Tierra de los Aromáticos, al oeste a la tierra de Etiopía [ Kush ] y Sasou [  ¿Sesea?] ; algunos los luché yo mismo, contra otros envié mis ejércitos.
Paul Henze toma esto para referirse a la totalidad de la «región costera seca, una fuente importante de incienso» desde las tierras bajas de lo que hoy es Eritrea hasta Somalia y quizás incluso una parte de Arabia del Sur. Yuzo Shitomi sugiere que, de hecho, pudo haber sido Ḥaḍramaut en el sur de Arabia. Laurence P. Kirwan distingue dos tierras de incienso: la del Monumentum Adulitanum (que coloca en Arabia del Sur) y la de la propia Topographia Christiana (que es el Aromata del Periplo y de Ptolomeo).